# Pierre Souquès
Pierre Souquès (* 2. Januar 1910 in Paris; † 10. April 2007 ebenda) war ein französischer Politiker. Von 1951 bis 1958 war er Abgeordneter der Nationalversammlung.

## Frühes Leben
Souquès erlangte 1928 sein Abitur und trat im selben Jahr der Parti radical bei. Kurz darauf begann er, im Landwirtschaftsministerium zu arbeiten. Daneben absolvierte er ein Jurastudium, das er 1933 abschloss. Nach seinem Militärdienst kehrte er ins Ministerium zurück. Ab 1939 war er Sekretär im Verwaltungsdienst des Senats. Mit dem Ausbruch des Zweiten Weltkriegs wurde er eingezogen und im Juni 1940 von der Wehrmacht gefangen genommen. Er konnte jedoch entkommen und arbeitete wieder für den Senat, der seinen Sitz nach Vichy verlegt hatte. Im Juli 1941 promovierte er in Jura. Nach der Befreiung arbeitete er ab 1945 in der Verwaltung der verfassungsgebenden Nationalversammlung und war darüber hinaus Sekretär der Fraktion der Parti radical. 1946 wechselte er in den Rat der Republik, dem damaligen Senat. Im März 1947 wurde er zum Chefberater des Präsidenten des Rats, Gaston Monnerville.

## Politische Karriere
1948 stieg er ins nationale Büro der Parti radical auf. Er entschied sich wenig später, selbst politisch aktiv zu werden und kandidierte bei den Parlamentswahlen 1951 im Département Indre-et-Loire. Ihm gelang der Einzug ins Parlament, dessen Sekretär er von 1951 bis 1954 war. Bei den Wahlen 1956 wurde er als Abgeordneter wiedergewählt. Im Mai 1958 stimmte er gegen die Sondervollmachten für Charles de Gaulle, die die Fünfte Republik einleiteten. Bei den sich daraus ergebenden Wahlen im selben Jahr trat er nicht erneut an. Er arbeitete nach seinem Ausscheiden aus dem Parlament wieder im Senat. 1962 entschied er sich zu einer erneuten Kandidatur bei den Parlamentswahlen, die aber erfolglos blieb. Danach beendete er seine politische Karriere. Souquès war Offizier der Ehrenlegion sowie Träger der Médaille de la Résistance und der Médaille des évadés. Er starb 2007 in Paris.